# Lomas de Solymar
Lomas de Solymar ist eine Stadt in Uruguay, die mittlerweile in der Ciudad de la Costa aufgegangen ist.

## Geographie
Sie befindet sich im südlichen Teil des Departamento Canelones in dessen Sektor 37. Die Küstenstadt grenzt dabei mit ihrer Südostseite an den Río de la Plata, wo die Rambla Tomas Berreta entlangführt. Am sich nach Nordosten fortsetzenden Küstenabschnitt schließt unmittelbar El Pinar an, während im Südwesten Solymar zu finden ist. Hier bilden zu El Pinar hin überwiegend die Straßen Miami, Montes und Ciudad de la Paz die Grenzlinie. Zu Solymar hin übernimmt diese Funktion größtenteils die Calle de los Eucaliptos.

## Infrastruktur

### Bildung
In Lomas de Solymar befinden sich auch mehrere Bildungseinrichtungen. Dies sind die Escuela Nº 218, das
Colegio Bimbully-Areteia und das 
Colegio Salesiano de la Costa - Mons. Jacinto Vera. Zudem verfügt Lomas de Solymar mit dem im Jahr 2000 gegründeten Liceo de Médanos de Solymar über eine weiterführende Schule (Liceo)

### Verkehr
Lomas de Solymar liegt an der Südseite der Ruta Interbalnearia.

## Einwohner
Die Einwohnerzahl von Lomas de Solymar beträgt 19.124. (Stand: 2011)
| Jahr | Einwohner |
| ---- | --------- |
| 1963 | 135       |
| 1975 | 1.266     |
| 1985 | 3.974     |
| 1996 | 10.843    |
| 2004 | 16.018    |
| 2011 | 19.124    |

Quelle: Instituto Nacional de Estadística de Uruguay